# Ultrakoele dwerg

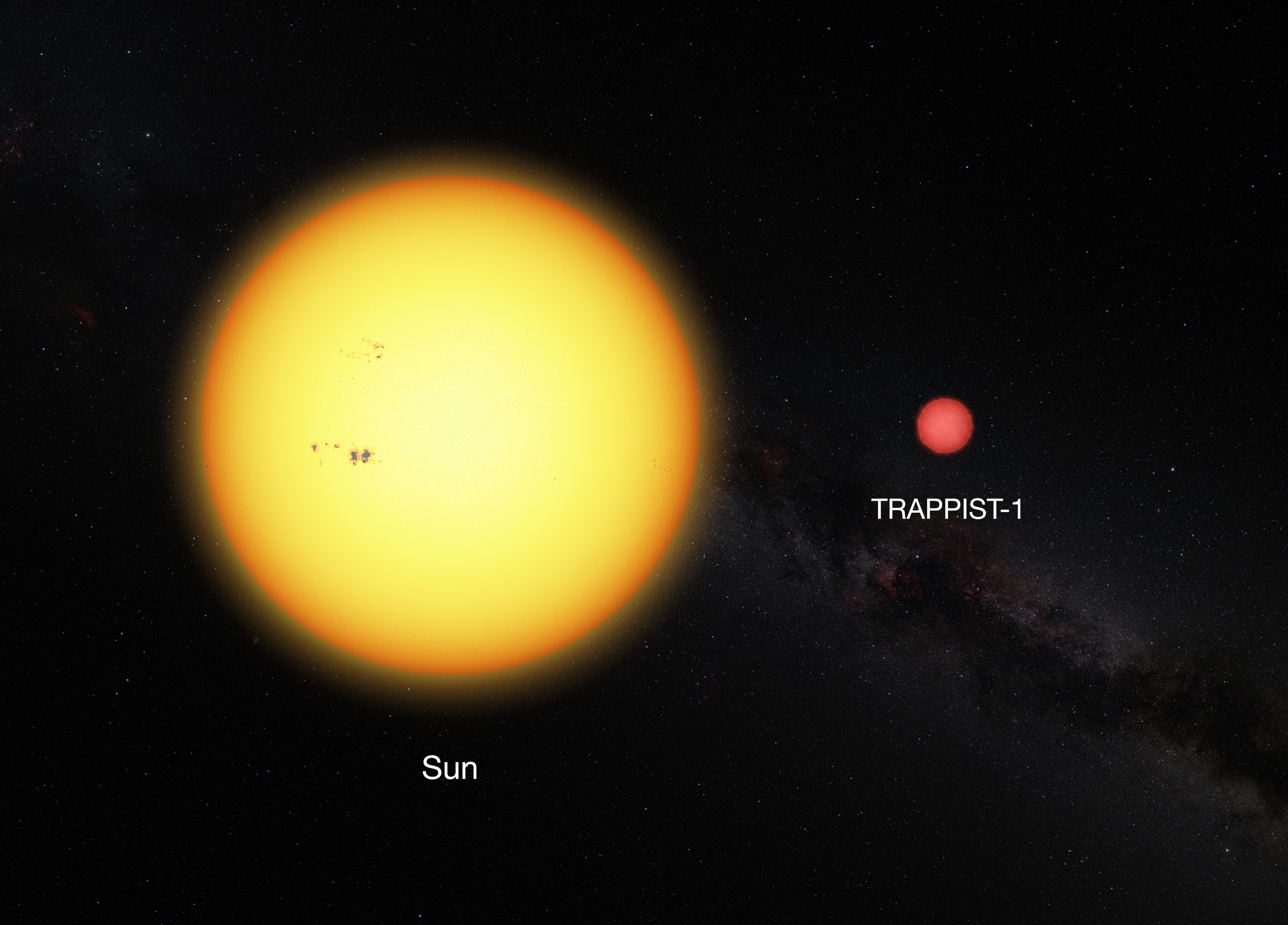
Vergelijking tussen de Zon en TRAPPIST-1

Een ultrakoele dwerg is een stellair en substellair object van spectraalklasse M met een temperatuur van minder dan 2.700 K (2.430 °C). Het kan gaan om rode dwergen, bruine dwergen of planemos.
TRAPPIST-1 is een van de bekendste voorbeelden van een ultrakoele dwerg. De categorie ultrakoele dwerg werd in 1997 geïntroduceerd door J. Davy Kirkpatrick, Todd J. Henry en Michael J. Irwin. Samen vertegenwoordigen ze ongeveer 15% van de astronomische objecten in de buurt van de zon.
Modellen van de vorming van planeten suggereren dat door hun lage massa's en de kleine omvang van hun proto-planetaire schijven, deze sterren een relatief overvloedige populatie van aardachtige planeten zouden kunnen herbergen, variërend van Mercurius-grootte tot Aarde-grootte en superaardes en planeten met Jupiter-massa. De ontdekking van het TRAPPIST-1-systeem met zeven aardachtige planeten lijkt dit model te bevestigen.
Door hun langzame waterstoffusie in vergelijking met andere soorten sterren met een lage massa wordt hun levensduur geschat op enkele honderden miljarden jaren, waarbij de kleinste een paar biljoen jaar leven. Aangezien het heelal 'slechts' 13,8 miljard jaar oud is, zijn alle ultrakoele dwergen relatief jong. Er wordt voorspeld dat de kleinste van deze sterren aan het eind van hun leven blauwe dwergen zullen worden in plaats van uit te groeien tot rode reuzen.

## Magnetische eigenschappen
Na de ontdekking van uitbarstingen van radio-emissie van de ultrakoele dwerg LP 944-020 in 2001, begon een aantal astrofysici met waarnemingsprogramma's bij het Arecibo radiotelescoop en de Very Large Array om te zoeken naar andere objecten die radiogolven uitzenden. Tot nu toe zijn honderden ultrakoele dwergen met deze radiotelescopen geobserveerd en zijn er meer dan een dozijn van zulke radiostralende ultrakoele dwergen gevonden. Deze surveys geven aan dat ongeveer 5-10% van de ultrakoele dwergen radiogolven uitzendt. Van de meer opmerkelijke is 2MASS J10475385+2124234, met een temperatuur van 800-900 K, de koelste bekende radio-emitterende bruine dwerg. Het is een bruine dwerg die een magnetisch veld heeft met een sterkte van meer dan 0,17 tesla, waardoor het zo'n 3000 keer sterker is dan het magnetisch veld van de aarde.